# Quận Deer Lodge, Montana
Quận Deer Lodge là một quận thuộc tiểu bang Montana, Hoa Kỳ.
Quận này được đặt tên theo. Theo điều tra dân số của Cục điều tra dân số Hoa Kỳ năm 2000, quận có dân số người. Quận lỵ đóng ở.

## Địa lý
Theo Cục điều tra dân số Hoa Kỳ, quận có diện tích km2, trong đó có km2 là diện tích mặt nước.

## Thông tin nhân khẩu
Theo điều tra dân số 2 năm 2000, quận này đã có dân số 9.417 người, 3.995 hộ gia đình, và 2.524 gia đình sống trong quận hạt. Mật độ dân số là 13 người trên một dặm vuông (5/km ²). Có 4.958 đơn vị nhà ở với mật độ trung bình 7 trên một dặm vuông (3/km ²). Thành phần chủng tộc của cư dân sinh sống trong quận gồm 95,87% người da trắng, 0,17% da đen hay Mỹ gốc Phi, 1,77% người Mỹ bản xứ, 0,36% châu Á, Thái Bình Dương 0,01%, 0,18% từ các chủng tộc khác, và 1,64% từ hai hoặc nhiều chủng tộc. 1,65% dân số là người Hispanic hay Latino thuộc một chủng tộc nào. 21,3% là của Ireland 21,2%, Đức, Anh 7,1%, 6,5% và 6,4% người Mỹ gốc Na Uy theo điều tra dân số năm 2000. 96,3% nói tiếng Anh, tiếng Tây Ban Nha 1,4% và 1,2% tiếng Đức là ngôn ngữ đầu tiên của họ.
Có 3.995 hộ, trong đó 25,80% có trẻ em dưới 18 tuổi sống chung với họ, 50,00% là đôi vợ chồng sống với nhau, 9,40% có một chủ hộ nữ và không có chồng, và 36,80% là không lập gia đình. 33,40% hộ gia đình đã được tạo ra từ các cá nhân và 16,70% có người sống một mình65 tuổi hoặc cao hơn. Cỡ hộ trung bình là 2,26 và cỡ gia đình trung bình là 2,84.
Trong quận cơ cấu độ tuổi dân cư được trải ra với 22,50% dưới độ tuổi 18, 7,90% 18-24, 24,00% 25-44, 26,80% từ 45 đến 64, và 18,80% từ 65 tuổi trở lên người. Độ tuổi trung bình là 42 năm. Đối với mỗi 100 nữ có 99,80 nam giới. Đối với mỗi 100 nữ 18 tuổi trở lên, đã có 97,30 nam giới.
Thu nhập trung bình cho một hộ gia đình trong quận đạt mức USD 26.305, và thu nhập trung bình cho một gia đình là USD 36.158. Phái nam có thu nhập trung bình USD 27.230 so với 18.719 USD đối với phái nữ. Thu nhập bình quân đầu người là 15.580 USD. Có 11,60% gia đình và 15,80% dân số sống dưới mức nghèo khổ, bao gồm 21,40% những người dưới 18 tuổi và 9,80% của những người 65 tuổi hoặc cao hơn.